# Glochidion pubicapsa
Glochidion pubicapsa är en emblikaväxtart som beskrevs av Airy Shaw. Glochidion pubicapsa ingår i släktet Glochidion och familjen emblikaväxter.

## Underarter
Arten delas in i följande underarter:
- G. p. brunneiforme
- G. p. pubicapsa